# 完全米
完全米（かんぜんまい）とは、米（ここでは玄米のこと）の品質に関する用語の1つである。しっかりとした米粒を持つ玄米を完全米という。

## 完全米とは
玄米の品質、一般にいう良し悪しの判定は、その外見上の色や形に基づいて行われる。充分に登熟し、しっかりとした粒形を持つ米粒は完全米とされ、一方どこかに異常がある米粒は一括して「不完全米」とされる。不完全米は、俗に屑米（くずまい）とも呼ばれる。
完全米と同様な用語として、整粒米（せいりゅうまい）がある。整粒米については関連項目を参照のこと。

## 不完全米について
完全米と見なされない玄米は、全て不完全米に区分される。不完全米には、その外見上の色や形から名付けられた以下のようなものが含まれる。事故米とは異なる。
- 腹白米（はらじろまい）
- 心白米（しんぱくまい）
- 背白米（せじろまい）
- 先白米
- 横白米
- 基白米（もとじろまい）
- 乳白米（にゅうはくまい）
- 未熟米 (みじゅくまい)
- 青米（あおまい）
- 胴割米（どうわれまい）
- 茶米（ちゃまい）
- 焼米（やけまい）
- 死米（しまい）
- しいな
- 不稔米（ふねんまい）

尚、米粒が外観上白濁しているものに関しては、白未熟粒や、不完全登熟粒、白色不透明粒とよばれている。